# Lautignac
Lautignac település Franciaországban, Haute-Garonne megyében. Lakosainak száma 247 fő (2022. január 1.). Lautignac Plagnole, Labastide-Clermont, Montastruc-Savès, Le Pin-Murelet, Pouy-de-Touges, Rieumes, Sajas és Savères községekkel határos.

## Népesség
A település népességének változása:
| Lakosok száma | 205  | 191  | 201  | 258  | 282  | 271  | 265  | 267  | 260  | 247  |
|               | 1968 | 1982 | 1990 | 2006 | 2013 | 2015 | 2017 | 2019 | 2020 | 2022 |